# 佐藤一英

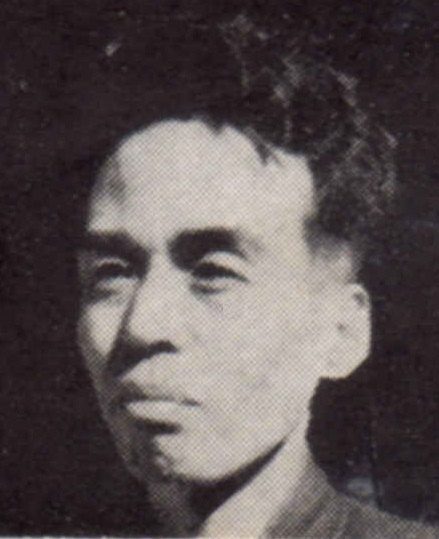
佐藤一英

佐藤一英（さとう いちえい、1899年（明治32年）10月13日 - 1979年（昭和54年）8月24日）は、日本の詩人。
愛知県中島郡祖父江町に生まれ、萩原町高松（現・一宮市）に育つ。萩原尋常高等小学校卒業。愛知第一師範学校中退、早稲田大学英語科中退。「青騎士」など、いくつかの雑誌を主宰、編集。1931年から1932年に発行した『児童文学』は、宮沢賢治が童話「北守将軍と三人兄弟の医者」「グスコーブドリの伝記」を発表したことで知られる。木曽川高校をはじめ、郷里の小・中学校、高等学校の校歌の作詞も手掛けている。
1939年、『空海頌』で第1回詩人懇話会賞を受賞。1979年、民間人として最初の一宮市政功労者となった。

## 著書
- 『晴天』 1922年
- 『故園の莱』 青騎士発行所、1923年
- 『大和し美し』 1933年、1936年
- 『新韻律詩抄』 1935年
- 『われを咎めよ』 1939年
- 『遠い海風』（全詩集） 1939年
- 『新韻律詩論』（文集） 1940年
- 『一の賦』 1942年
- 『魂の楯』 1942年
- 『空海頌』 1942年
- 『剣とともに』 1943年
- 『みいくさの日』 1944年
- 『乏しき木片』 1946年
- 『幻の鐘』 1948年